# Солист (фильм)
«Солист» (англ. The Soloist) — драматическая кинолента 2009 года, снятая режиссёром Джо Райтом по сценарию Сюзанны Грант. Съёмки начались в январе 2008 года и проходили в основном на территории Лос-Анджелеса. Дата начала проката картины — 24 апреля 2009 года.

## Сюжет
Сюжет основан на реальной истории жизни музыканта Натаниэла Эйерса. Карьера молодого виртуоза-виолончелиста Эйерса прерывается, когда он заболевает шизофренией. Многие годы спустя о бездомном музыканте узнаёт журналист «Лос-Анджелес Таймс» Стив Лопес, результатом их общения становится серия статей. Лопес проникается сочувствием к Натаниэлу, и на протяжении всего фильма старается ему помочь (в том числе излечиться от заболевания). В частности, Лопес нанимает преподавателя музыки. Спустя некоторое время преподаватель выдвигает предложение устроить Натаниэлу выступление, Лопес это предложение поддерживает. Но непосредственно перед выступлением Натаниэла одолевает приступ «голосов в голове», он агрессивно отгоняет от себя преподавателя и сбегает со сцены, наговорив после этого много неприятных вещей Лопесу, которого до этого называл своим богом.
После этого Лопес привозит сестру Натаниэла в приют, где живёт Эйерс, и прощает Натаниэла, говоря, что иногда даже лучшие друзья ссорятся.
В конце титров мы узнаем, что Натаниэл по-прежнему живёт в приюте, играет на виолончели, скрипке, а также на других инструментах. Стив Лопес так и работает в газете «Лос-Анджелес Таймс» и учится играть на гитаре.

## В ролях
- Роберт Дауни мл. — Стив Лопес
- Джейми Фокс — Натаниэл Эйерс
- Кэтрин Кинер — Мэри Уэстон
- Том Холландер — Грэм Клэйдон
- Рэйчел Харрис — Лесли Блум
- Стивен Рут — Курт Рейнолдс
- Лоррейн Туссен — Фло Эйерс